# No. 6
No. 6 (яп. ナンバー・シックス намба: сиккусу) — серия лайт-новел Ацуко Асано, публиковавшаяся с 2003 по 2011 год. По сюжету произведения под руководством режиссёра Кэндзи Нагасаки студия Bones создала аниме-сериал, трансляция которого прошла в июле-сентябре 2011 года в программном блоке noitaminA телекомпании Fuji Television. Начиная с января 2011 года в сёдзё-журнале Aria издательства «Коданся» выходит манга-адаптация лайт-новел; художником выступает Хиноки Кино.

## Сюжет
Действие сюжета разворачивается в 2013 году. Накануне своего двенадцатилетия Сион, проживавший в элитной Зоне № 6, встречает находящегося в бегах мальчика по имени Нэдзуми. Он кормит его и разрешает остаться в доме на ночь. На следующий день Нэдзуми скрывается, а Бюро общественной безопасности наведывается в дом к Сиону и его матери Каран. За помощь преступнику семью лишают некоторых льгот и переселяют жить в менее комфортабельный район.
Четыре года спустя в Зоне № 6 начинают происходить странные смерти, вызванные мгновенным старением. Сион предполагает, что в этом виновны власти, за инакомыслие его арестовывают и объявляют преступником, но по дороге в тюрьму юношу спасает Нэдзуми. Вдвоём они начинают жить за границами Зоны № 6 в Западном районе. Со временем они решают положить существованию Зоны № 6 конец, для чего проникают в исправительное учреждение.

## Персонажи
Сион (яп. 紫苑 букв. Сиреневый цветок) — главный герой, мальчик (в первой серии — 12-летний, в остальных — 16-летний), которого всю жизнь воспитывали как представителя элиты (его гражданский номер — Qw-55142). Дата рождения — 7 сентября 2001 года. Проживал в топ-районе No. 6. В свой двенадцатый день рождения спас юношу, называющего себя Нэдзуми и сбежавшего из-под надзора городской Зоны Повышенной Охраны. Спустя четыре года Сион начинает замечать, что в 6-й Зоне творится что-то неладное, за недоверие городу его арестовывает Бюро общественной безопасности, но юношу спасает Нэдзуми. Вдвоём они убегают за пределы города в Западный район. В теле Сиона обнаруживается паразит, ранее погубивший жизнь его коллеги, Нэдзуми успевает его вырезать, однако цвет волос и глаз Сиона меняются, а также остаётся след по всему телу. 
Сион хочет спасти жителей 6-й Зоны от паразита, но в связи с невозможностью возвращения туда начинает жить с Нэдзуми в Западном районе и работать на Инукаси — ухаживать за её псами.
Сэйю: Юки Кадзи
Нэдзуми (яп. ネズミ букв. Крыса) — главный герой (двенадцати лет в первой серии, шестнадцати — в остальных), единственный выживший представитель лесного народа (народа, поклоняющегося Эриуриас), объявленный преступником VC и сбежавший из-под охраны (его номер — VC-103221). Случайно встретился с Сионом, когда тот во время шторма открыл окно: юноша накормил его и приютил на ночь. После этого Нэдзуми исчезает на четыре года, но постоянно наблюдает за Сионом. Позже спасает его от агентов Бюро общественной безопасности и начинает жить вместе с ним в Западном районе. У него есть крысы, которые шпионят для него или доставляют письма матери Сиона. Зарабатывает на жизнь, играя в театре женские роли под псевдонимом Ева. Любит читать книги (больше всего увлекается Шекспиром) и цитировать отрывки из них.
Сэйю: Ёсимаса Хосоя
Сафу (яп. サフ) — подруга детства Сиона, влюблённая в него (её номер — SSC-000124GJ). Дата рождения — 12 июня 2001 года. Жила с бабушкой, уехала в 5-ю Зону, но возвратилась, когда узнала о её смерти. Узнав, что Сион объявлен преступником, собиралась отправиться за ним в Западный район, но была схвачена Бюро общественной безопасности для проведения опыта с Эриуриас.
Каран (яп. カラン) — мать Сиона. После того как её и сына изгнали из города Кронос Зоны № 6 за помощь Нэдзуми стала содержать булочную лавку. Узнаёт о судьбе сына благодаря Нэдзуми, чьи крысы передают ей сообщения от него.
Инукаси (яп. イヌカシ букв. «Сдающий в наём собак») — юноша, воспитанный собакой. Изначально, считается, что его пол женский, однако в дальнейшем выясняется, что он парень. Об этом упоминает Рикига, говоря, что в юности легко спутать парня с девушкой. У Инукаси много собак, которые понимают настроение и выполняют приказы хозяина. Держит гостиницу для бедных и обездоленных, сдавая своих собак, как грелок. С помощью собак узнаёт информацию, которую продаёт заинтересованным лицам. Взял Сиона на работу мойщиком животных.
Рикига (яп. リキガ) — oдин из жителей Западного района. Промышляет сутенёрством, сдавая девушек высокопоставленным чиновникам Зоны № 6, что позволяет ему жить роскошней других. Ему очень нравится Ева, сценический образ Нэдзуми. Проявляет к Сиону родительскую заботливость из-за того, что любил Каран — мать Сиона.

## Аниме-сериал
Открывающая музыкальная композиция — «Spell» (исполняет Lama), закрывающая — «Rokutōsei no Yoru» (яп. 六等星の夜) (Aimer).
| 1 | Крыса, промокшая насквозь «Bishonure Nezumi» (びしょぬれネズミ)                             | 7 июля 2011 года      |
| В штормовую погоду двенадцатилетний Сион встречает Нэдзуми, сбежавшего раненого преступника VC, мальчика его возраста, и помогает ему — кормит и даёт ему провести у себя в комнате ночь. На следующий день Нэдзуми сбегает, а в дом к семье Сиона наведываются сотрудники Бюро общественной безопасности. |                                                                                             |                       |
| 2 | Город, озарённый светом «Hikari Matō Machi» (光まとう街)                                    | 14 июля 2011 года     |
| Проходит четыре года после событий первой серии: за помощь Нэдзуми Сион, а также его мать были лишены права жить в Кроносе. Подруга Сиона Сафу уезжает учиться в зону No. 5. В парке, где Сион работает, обнаруживают труп быстросостарившегося молодого мужчины, и Сион начинает подозревать, что всё это было подстроено правительством города. За это юношу арестовывает Бюро общественной безопасности. На машине Сиона пытаются доставить в исправительное учреждение, но, организовав диверсию, его спасает Нэдзуми, и они сбегают из города — за стены, окружающие его. |                                                                                             |                       |
| 3 | Жизнь и Смерть «Sei to Shi to» (生と死と)                                                   | 21 июля 2011 года     |
| Сион начинает жить вместе с Нэдзуми в т.н. Западном районе. В теле юноши обнаруживается оса-паразит, которая привела к смерти человека в парке и грозила быстро состарить самого Сиона. Нэдзуми удаётся вырезать паразита из тела Сиона, но в качестве побочного эффекта у того по всему телу появляется длинный розовый след, седеют волосы и краснеют глаза. Нэдзуми знакомит Сиона с Инукаси, заводчиком, добывающим с помощью своих собак сведения. Нэдзуми с помощью одной из своих крыс связывается с матерью Сиона Каран и сообщает ей, что сын жив.                    |                                                                                             |                       |
| 4 | Добро и зло «Ma to Sei» (魔と聖)                                                            | 28 июля 2011 года     |
| В ответной записке к Нэдзуми мать Сиона указывает адрес мужчины по имени Рикига, который знаком с Каран и на текущий момент является сутенёром, предоставляющем лучших девушек для чиновников No. 6. При встрече тот предлагает Нэдзуми стать проституткой и из-за этого Сион чуть было его не убивает. Рикига, любивший мать Сиона, выражает готовность впредь ему помогать. Сион начинает работать у Инукаси мойщиком собак. Нэдзуми оскорбляет мать Инукаси, и в отместку Инукаси нападает со своей сворой на него.                                                         |                                                                                             |                       |
| 5 | Ангел смерти (Ангел из Царства Теней) «Meifu no Tenshi» (冥府の天使)                        | 4 августа 2011 года   |
| В городе продолжают гибнуть люди из-за внезапного старения. Слухи об этом доходят до Рикиги, тот выясняет, что о болезни знает и Сион. Рикига и Сион посещают спектакль, в котором участвует Нэдзуми (актёрским мастерством он зарабатывает деньги), но во время спектакля Нэдзуми по неизвестной причине теряет сознание. В то же время в No. 5 теряет сознание и Сафу. |                                                                                             |                       |
| 6 | Скрытая опасность «Hisoyakana Kiki» (密やかな危機)                                          | 12 августа 2011 года  |
| Сафу возвращается в No. 6 чтобы проститься со своей умершей бабушкой. Девушка узнаёт, что Сион был объявлен преступником и узнаёт о его судьбе у Каран. Сафу решает во что бы то ни стало найти Сиона, но по дороге от дома Каран её схватывают власти и начинают проводить над ней эксперименты. Нэдзуми в очередной раз ругается с Сионом, требуя сделать выбор — либо он, либо город. Нэдзуми получает от Каран сообщение с просьбой помочь Сафу. |                                                                                             |                       |
| 7 | Правдивая ложь – ложная правда «Shinjitsu no Uso Kyokō no Shinjitsu» (真実の嘘・虚構の真実) | 19 августа 2011 года  |
| Нэдзуми в тайне от Сиона просит у Инукаси разузнать информацию о тюрьме, в которой содержится Сафу. В свою очередь Сион в секондхенд-магазине видит курточку Сафу, узнаёт, что её схватили и решает спасти её. Юноши узнают о планах друг друга и обещают больше никогда не скрывать ничего. |                                                                                             |                       |
| 8 | Причина чтобы… «Sono Wake wa…» (そのわけは…)                                                | 26 августа 2011 года  |
| Сион и Нэдзуми отправляются на край Западной зоны, где встречаются с одним из основателей No. 6, вынужденного некогда оттуда сбежать (этот же мужчина был в одной группе с Рикигой и Каран во время учёбы, дал имя Нэдзуми и стал первым человеком, избежавшим смерти от осы-паразита). Сион узнаёт, что Нэдзуми стал единственным представителем лесного народа, спасшимся от No. 6, решившего его уничтожить из-за некоего проекта Эриуриас. |                                                                                             |                       |
| 9 | Сцена катастрофы «Saiyaku no Butai» (災厄の舞台)                                            | 2 сентября 2011 года  |
| Одного из клиентов Рикиги — высокопоставленного чиновника — схватывают и заставляют рассказать данные о тюрьме. В преддверии Святого дня войска No. 6 проводят зачистку — атакуют поселение беженцев и схватывают многих из них, в том числе Нэдзуми (что было частью его плана по спасению Сафу) и Сиона. Их отвозят в тюрьму. Эриуриас связывается с Сафу, из-за чего та просыпается. |                                                                                             |                       |
| 10 | Что лежит на дне Бездны «Naraku ni Aru Mono» (奈落にあるもの)                               | 9 сентября 2011 года  |
| Сион и Нэдзуми выбираются из ямы, в которую их бросили, по мёртвым телам. Рикига и Инукаси отправляются им на помощь и устраивают диверсию, пустив по воздухопроводу удушающий газ. Нэдзуми ранят, но ему и Сиону удаётся добраться до суперкомпьютера, управляющего зданием. Около него они встречают Сафу, слившуюся с Эриуриас. |                                                                                             |                       |
| 11 | Скажи мне правду «Tsutaetekure, arinomama wo» (伝えてくれ、ありのままを)                    | 16 сентября 2011 года |
| Нэдзуми взрывает суперкомпьютер вместе с Сафу, после чего начинается цепная реакция; разрушаются многие здания и стены Зоны № 6. Сион и Нэдзуми получают тяжёлые ранения, но благодаря духу Сафу им удаётся выжить. Серия заканчивается тем, что Нэдзуми отправляется к себе домой, а Сион — в город, к разрушенным стенам которого уже бежит его мать. Перед этим Нэдзуми целует Сиона, и тот обещает, что они обязательно встретятся. |                                                                                             |                       |

## Отзывы и критика
По мнению рецензента журнала «АниМаг» с первого же эпизода No. 6 начинается плотный поток событий — «сюжетные узлы, хоть и следуют с удивительной быстротой, сохраняют стройность и линейность», а анимация сериала напоминает другую работу студии Bones — Darker than Black.
Среди всех новинок летнего аниме-сезона 2011 года в телевизионном рейтинге сериал No. 6 оказался на втором месте после другого аниме блока noitaminA — Usagi Drop со средним результатом в 2,1 % аудитории.